# Павлов, Анатолий Дмитриевич
Анато́лий Дми́триевич Па́влов (1936) — советский футболист, полузащитник и нападающий. Мастер спорта СССР.

## Карьера
С 1955 по 1956 год выступал за краснодарский «Нефтяник», сыграл 5 матчей в сезоне 1955 года. Затем его присмотрели представители ростовского ОДО, после чего он под угрозой ответственности за уклонение от службы в рядах Советской Армии пополнил, вместе с ещё 6-ю товарищами по «Нефтянику», ряды военного клуба.
В составе ОДО, сменившим затем название на СКВО, а позже на СКА, выступал с 1957 по 1962 год, проведя за это время более 50 встреч и забив 6 голов в чемпионатах и первенстве СССР. Помимо этого, участвовал в розыгрышах Кубка СССР. В 1958 году в составе СКВО стал победителем Класса «Б» СССР и чемпионом РСФСР, сыграв в 30 поединках первенства и забив 6 мячей, и ещё 5 голов пропустил в том сезоне в 3 встречах Кубка.

## Достижения
- Победитель Класса «Б» СССР: 1958
- Чемпион РСФСР: 1958